# Alla conquista del West
Alla conquista del West (How the West Was Won) è una serie televisiva statunitense western andata in onda sulla ABC tra il 1976 e il 1979. In Italia è andata in onda, per la prima volta, su Rai 2 a partire dal 14 ottobre 1979.
Ispirata dal film del 1962 La conquista del West, la serie vede tra gli interpreti la presenza di James Arness, Fionnula Flanagan e Bruce Boxleitner.
Dopo un episodio pilota trasmesso il 19 gennaio 1976, furono prodotti un film e tre stagioni per un totale di 25 episodi.
Mentre il film pilota, inizialmente trasmesso in TV con il titolo The Macahans, e le prime due stagioni presentano una trama serializzata, formando un unico arco narrativo, la terza è composta da episodi autoconclusivi e non collegati agli altri.

## Trama
Alla vigilia della guerra di secessione, la famiglia Macahan vive del lavoro nei campi presso la propria fattoria in Virginia: Timothy Macahan, sua moglie Kate e i quattro figli Luke, Lara, Josh e Jessie. Il ritorno a casa dopo diversi anni del fratello di Timothy, Zebulon "Zeb" Macahan, cacciatore, scout dell'esercito e avventuriero del West, fa rinascere in Timothy il desiderio di mettersi in viaggio e andare a fare il pioniere in Oregon, sogno giovanile accantonato con il matrimonio. Il fascino e la suggestione dell'avventura, unitamente all'incombere della guerra, spingono tutta la famiglia a decidere di partire per l'Ovest, potendo contare sulla guida e l'esperienza di Zeb.
Quando i Macahan hanno già raggiunto i territori del Nebraska vengono a sapere da una pattuglia dell'esercito che il conflitto è scoppiato con gravi scontri a Bull Run, la contea da cui provenivano, e Timothy, preoccupato per i vecchi genitori che non avevano voluto lasciare la loro terra, decide di tornare indietro. Sua moglie Kate e gli altri decidono di fermarsi lungo il fiume Platte, per aspettarne il ritorno, ma dopo un lungo periodo senza notizie, anche Luke decide di partire alla ricerca del padre: finirà arruolato dai nordisti con la forza e portato a combattere nella battaglia di Shiloh, ove, ferito in un accampamento, rivedrà il padre morente. Disgustato dalla guerra, Luke diserta, ruba un cavallo, scampa ad un linciaggio di sudisti sparando a uno sceriffo e fugge verso il resto della famiglia, iniziando così la sua interminabile serie di guai con la legge.

## Personaggi e interpreti
- Zebulon "Zeb" Macahan, interpretato da James Arness e doppiato da Giuseppe Rinaldi.
- Luke Macahan, interpretato da Bruce Boxleitner e doppiato da Massimo Giuliani.
- Molly Culhane, interpretata da Fionnula Flanagan e doppiata da Maria Pia Di Meo.
- Lara Macahan, interpretata da Kathryn Holcomb e doppiata da Emanuela Rossi.
- Joshua "Josh" Macahan, interpretato da William Kirby Cullen e doppiato da Sandro Acerbo.
- Jessica "Jessie" Macahan, interpretata da Vicki Schreck e doppiata da Silvia Tognoloni.
- Kate, interpretata da Eva Marie Saint, doppiata da Vittoria Febbi
- Timothy Macahan, interpretato da Richard Kiley.
- Frank Grayson, interpretato da Jared Martin.

Nell'episodio pilota il personaggio di Luke era chiamato Seth. Il ruolo dello sceriffo Orville Gant, presente nella seconda stagione, viene interpretato dall'attore Lloyd Bridges, ma questi viene sostituito dall'attore Ken Curtis nell'unico episodio della terza stagione in cui compare il personaggio, il diciannovesimo. Bruce Boxleitner e Kathryn Holcomb sono stati sposati nella vita reale. In un episodio della terza stagione compare anche una giovanissima Kim Cattrall.

## Episodi
| Stagione                              | Episodi | Prima TV USA | Prima TV Italia |
| ------------------------------------- | ------- | ------------ | --------------- |
| Alla conquista del West (film pilota) | 1       | 1976         | 1979            |
| Prima stagione                        | 3       | 1977         | 1979            |
| Seconda stagione                      | 10      | 1978         | 1980            |
| Terza stagione                        | 11      | 1979         | 1980            |

## Premi e candidature
- 1977 - Nominato agli Emmy Awards per la musica del compositore Jerrold Immel
- 1977 - Nominata agli Emmy Awards l'attrice Eva Marie Saint
- 1977 - Spur Award ai Western Writers of America per la miglior sceneggiatura TV a Jim Byrnes
- 1978 - Premio Emmy per il miglior trucco da parte dei truccatori Richard Cobos e Walter Schenk
- 1978 - Premio Emmy per l'interpretazione di Ricardo Montalbán nella parte del capo indiano Satangkai
- 1978 - Nominata agli Emmy Awards l'attrice Fionnula Flanagan
- 1978 - Spur Award ai Western Writers of America da parte dello sceneggiatore William Kelley per l'episodio Cully Madigan quale miglior sceneggiatura TV
- 1979 - Spur Award ai Western Writers of America per la miglior sceneggiatura TV a Calvin Clements Sr. John Mantley e Earl W. Wallace
- 1980 - Spur Award ai Western Writers of America per la miglior sceneggiatura TV a Ray Goldrup per l'episodio L'innocente